# 努尔丁·穆罕默德·托普
努尔丁·穆罕默德·托普（Noordin Mohammad Top，1968年8月11日—2009年9月17日），出生于马来西亚柔佛州居銮的印尼恐怖分子，回教祈祷团头目之一，曾是印尼受到通缉的第一号伊斯兰武装分子。他和阿扎哈里·胡辛（Azahari Husin）被认为是2003年雅加达万豪酒店爆炸案、2004年雅加达澳大利亚使馆爆炸案、2005年巴厘岛爆炸案和2009年雅加达酒店爆炸案的幕后主谋，也有认为他参与了2002年巴厘岛爆炸案的规划。2009年9月17日，在印尼警方在印尼中爪哇省梭罗市的一场反恐行动中身亡。